# Игор Паспаљ
Игор Паспаљ (Загреб, 28. новембар 1981) српски је гитариста виртуоз. Проглашен је за најбољег гитаристу света за 2020. годину од стране жирија састављеног од гитарских великана престижног америчког месечног магазина Guitar World. У образложењу награде жири је навео „свирајући музику познатих гитарских виртуоза, показао изузетну вештину на овом инструменту”. Препознатљив је по свом виртуозном стилу фузионе музике, мешавином неправилних ритмова и савременог рока.

## Биографија
Игор Паспаљ је рођен у Загребу, одакле је са породицом 1991. године почетком рата у бившој Југославији избегао у Приједор где је одрастао.
У Приједору је први пут узео гитару у руке и први пут чуо неке групе и бендове где га је звук гитаре опчинио. Почело је то са емисијом Headbangers Ball, која је емитована на МТВију. То је пресудило да се окрене у правцу рок гитаре. Гитару није имао у току рата, тако да је гитару набавио тек кад се рат завршио и тада и почео свирати, релативно касно, негде између своје 13. и 14. године. Одлучујући моменат који је пресудио да је животни позив свирање гитаре био је чувени гитариста Едвард Ван Хејлен и његов албум Eruption. Као и већина гитариста одрастао је на магазинима Guitar World и Guitar Player.
Први наступ је имао пред пар хиљада људи, на другој Приједорској гитаријади. Тада је добио симболичну награду – најперспективнији млади гитариста.
Образован је у класичној музици, завршио је Академију уметности у Бањалуци за три године као најбољи студент, узори су му класични композитори, као и гитаристи из седамдесетих и осамдесетих.
Године 2014. Игорова девојка одлази да ради у Емирате за Етихад ервејз. Игор је отишао да је посети, свидео му се живот у УАЕу,  и одлучио је да напусти посао вишег асистента на Академији уметности у Бања Луци, и преселио се у Дубаи, исте године. Живео је у Дубаију шест година и бавио се искључиво музиком – био је професор гитаре  у American School of Dubai, затим радио је као студијски музичар и лајв сешон музичар. Наступао је шест дана седмично, понекад и по два наступа дневно, једанаест месеци у години. За шест година у Дубаију имао је око 1.500 наступа пред хиљадама људи са музичарима из целог света.
На њега су музички утицали гитарски великани попут Џоа Сатријанија, Еди Ван Хејлена, Ингви Малмстена и Стива Ваја. Онлајн је сарађивао са неким познатим гитаристима попут Џастина Дерикоа, Ендија Џејмса и Марка Свољија. Кроз наступе у Дубаију развио је оригинални приступ инструменту, стилу и звуку и препознатљив музички израз.
Запослен је у лондонској компанији JTC Guitar. Већ је сарађивао са многим гитаристима и музичарима.
Као професор гитаре у америчкој школи у Дубаију и са ангажманом у JTC Guitar добио је велику базу пратилаца. Од музике је живео и раније, радећи аранжмане и наступе уживо.
Објавио је соло албум, снимао је са Дадом Глишићем, Игором Вукојевићем и другима.
У последње време, због породичних обавеза, мало наступа такође и компонује музику, живи на релацији Приједор – Бања Лука. Имао је више позива за гостовања у Уједињеном Краљевству, Канади и Сједињеним Америчким Државама.